# Roselin de Hodgson
Leucosticte nemoricola
Espèce
Statut de conservation UICN

 LC  : Préoccupation mineure
Le Roselin de Hodgson (Leucosticte nemoricola) est une espèce de passereau de la famille des Fringillidae.

## Description
Cet oiseau au plumage globalement brunâtre mesure environ 15 cm de longueur et ne présente pas de dimorphisme sexuel.
L'adulte présente une tête brune avec les plumes de la calotte liserées de brun clair, donnant ainsi un aspect strié.

## Alimentation
Elle se compose essentiellement de graines de plantes herbacées (surtout armoise et pissenlit) avec un complément d’insectes, de grains de céréales cultivées, de pousses et de jeunes feuilles d’arbres et d’arbustes selon la saison.

## Parade nuptiale
En parade nuptiale, le mâle redresse la queue mais sans la déployer, laisse traîner les ailes sur le sol, la tête appuyée contre la poitrine tout en poursuivant la femelle. Il parade aussi en relevant les ailes au-dessus du dos. Des parades d’intimidation entre mâles ont également été observées.

## Nidification
Il semble que ce soit Baker (1922-30) qui, le premier, remarqua que ce roselin peut installer son nid sous un rocher, une pierre plate ou même à l’intérieur d’un terrier de marmotte, à environ 15 cm de l’entrée, le mammifère et l’oiseau vivant alors en bonne harmonie. Les auteurs suivants confirmèrent cette observation en indiquant qu’il peut être placé à 23 cm et même à 60 cm de l’entrée mais globalement pas aussi profondément que le font les niverolles tibétaines (Montifringilla henrici et Montifringilla adamsi). Le nid est un assemblage de tiges de plantes herbacées avec un revêtement interne de laine et de poils. Il contient trois ou quatre œufs blancs assez pointus vers le petit pôle. La période de nidification se situe tardivement en juillet-août et il n’existe qu’une couvée annuelle.

## Mœurs
Après la reproduction, les roselins de Hodgson se rassemblent en groupes voire en grandes troupes migratrices comptant de 30 à 40 et jusqu’à 100 individus avec une observation de plus 2 000 sujets près du village de Naltar dans le district de Gilgit dans le nord du Pakistan, en novembre 1969. Ces troupes constituent de grandes volées décrivant de larges courbes tourbillonnantes exécutant de brusques changements de direction.

## Répartition
Son aire s'étend à travers l'ouest de la Chine et de la Mongolie, les monts du Tian Shan et de l'Altaï ; son aire d'hivernage s'étend vers le centre de l'Afghanistan et le nord du Pakistan.

## Habitat
Le roselin de Hodgson affectionne les flancs rocheux des collines, les éboulis et les pierriers parsemés de buissons et les prairies alpines au-delà de la limite des arbres en été, transitant vers des abords de villages, des zones de cultures, des champs en friche à plus basse altitude en hiver.

## Systématique

### Sous-espèces
Il existe peu de différences dans la coloration du plumage entre les deux sous-espèces :
- L. n. nemoricola (Hodgson, 1836) : nord du Népal, sud et sud-est du Tibet, Ttchamdo et ouest du Seutchouan ;
- L. n. altaica (Eversmann, 1848) : nord-est de l’Afghanistan, nord du Pakistan, Pamir, Cachemire, Karakoroum, Tadjikistan, Ferghana, Kirghizistan, Sinkiang, Ladakh, Turkestan russe et chinois, Tarbagataï et Altaï.